# فرودگاه نوشهر کاپادوکیه
 فرودگاه نوشهیر کاپادوکیه (به انگلیسی: Nevşehir Kapadokya Airport) (به زبان بومی: Nevşehir Kapadokya Havalimanı) یک فرودگاه همگانی با کد یاتا NAV است که یک باند فرود بتن دارد و طول باند آن ۳۰۰۰ متر است. این فرودگاه در کشور ترکیه قرار دارد و در ارتفاع ۸۶۴ متری از سطح دریا واقع شده است.

## شرکت‌های هواپیمایی و مقصدهای پروازی
| شرکت‌های هواپیمایی                  | مقصدهای پروازی                |
| ---------------------------------- | ----------------------------- |
| پگاسوس ایرلاینز                    | صبیحه گوکچن                   |
| ترکیش ایرلاینز                     | آتاترک                        |
| ترکیش ایرلاینز اجرا توسط آنادولوجت | اسن‌بوغا، آنتالیا، صبیحه گوکچن |